# Koopa Troopa
Koopa Troopa is een schildpad-achtig personage uit de Mario-spellen. De meeste Koopa Troopa's zijn vijanden van Mario, maar er zijn uitzonderingen.
Koopa Troopa's zijn soldaten uit Bowsers leger en kunnen zich terugtrekken in hun schild. Ze merken het niet wanneer ze worden weggetrapt als ze in hun schild zitten.
Er zijn veel verschillende soorten Koopa Troopa's die allemaal hun eigen kleur schild en verschillende eigenschappen hebben. Onder hun schild dragen Koopa Troopa's een T-shirt en een korte broek. Ook bestaat er de Koopa Paratroopa, dit is een Koopa Troopa met vleugels die kunnen springen of vliegen.
Koopa Troopa speelt al mee in de Mario-spellen sinds Super Mario Bros. In Mario Smash Football speelt hij een rol als "Sidekick" of teamgenoot.
Een Koopa Shell (Koopa Schild) is het schild van een Koopa Troopa. Ze zijn er in het groen, rood, blauw, geel en paars. De Groene Koopa Troopa's zijn de meest voorkomende soort, daarna de rode, die niet van blokken aflopen. De eigenschappen van andere Koopa Troopaschilden variëren van spel tot spel.
Voor de film The Super Mario Bros. Movie uit 2023 werden de stemmen van de Koopa Troopa's onder andere ingesproken door Eric Bauza en Scott Menville.